# Drávanagyfalu
Drávanagyfalu (horvátul Strahoninec, 1908-ig Nagyfalu, horvátul 1930-ig Nadfalu) község Horvátországban Muraköz megyében.

## Fekvése
Csáktornyától délre, közvetlenül a város szomszédságában fekszik.

## Története
A település első említése 1478-ban "Strahoninecz" alakban történt, a csáktornyai uradalomhoz tartozott.
Hunyadi Mátyás Ernuszt János budai nagykereskedőnek és bankárnak adományozta, aki megkapta a horvát báni címet is. 1540-ben a csáktornyai Ernusztok kihalása után az uradalom rövid ideig a Keglevich családé, 1546-ban a későbbi szigetvári hős Zrínyi Miklósé lett. 
Miután Zrínyi Pétert 1671-ben felségárulás vádjával halálra ítélték és kivégezték minden birtokát elkobozták, így a birtok a kincstáré lett.  1715-ben III. Károly a Muraközzel együtt gróf Csikulin Jánosnak adta zálogba, de a király 1719-ben szolgálatai jutalmául elajándékozta Althan Mihály János cseh nemesnek.  1791-ben a csáktornyai uradalommal együtt a Festeticsek vásárolták meg.
Vályi András szerint " STRAHONINECZ. Horvát falu Szala Várm. földes Urai Gr. Álthán, és a’ helybéli Plebánus, lakosai katolikusok, fekszik Nedeliczhez nem meszsze, mellynek filiája; határja középszerű."
A Muraközt érintő első, 1786-os népesség összeírás szerint a faluban 44 ház állt, melyben 56 család élt 384 lakossal. 1828-ban 48 házában 385 római katolikus lakost számláltak. Ebben az összeírásban a falu "Ztrahominec" néven szerepel és először említik a határában Poleva majort is. A major 1868-ban Polevo néven szerepel és csak 1910-ben említik először Szépmajor néven 91 lakossal. A 20. században már a falu neve is Nagyfaluként szerepel. 1910-ben Drávanagyfalunak 788, többségben horvát lakosa volt, jelentős magyar kisebbséggel. 1920 előtt Zala vármegye Csáktornyai járásához tartozott. 1921-ben községközpont lett, melyhez a közeli Tótfalu is hozzátartozott. 1941 és 1944 között ismét Magyarországhoz tartozott, ekkor körjegyzőségi székhely volt.

## Lakossága
1900-ban 777 lakosából 724 horvát, 44 magyar, és 8 fő német nemzetiségű volt. 1910-ben 782, zömében horvát és magyar lakosa volt. 1941-ben 1212 lakosából 5 ember kivételével mindenki magyar nemzetiségűnek vallotta magát. 1991-ben 2502 lakosából 2475 volt a horvát nemzetiségű. A 2001-es népszámlálás adatai szerint Drávanagyfalu lakossága 2728 volt. Drávanagyfalu lakosainak 97%-a horvát, 2%-a szlovén nemzetiségű. 2001-ben hárman vallották  magyar nemzetiségűnek magukat.

## Nevezetességei
A Segítő Szűzanya tiszteletére szentelt plébániatemploma.